# Kanton Francescas
Kanton Francescas (francouzsky Canton de Francescas) je francouzský kanton v departementu Lot-et-Garonne v regionu Akvitánie. Tvoří ho sedm obcí.

## Obce kantonu
- Fieux
- Francescas
- Lamontjoie
- Lasserre
- Moncrabeau
- Nomdieu
- Saint-Vincent-de-Lamontjoie